# エアーズ (たばこ)
エアーズとは日本たばこ産業が1997年から2004年まで販売していた加熱式たばこのブランド。

## その他
- STEAM HOT ONE スチーム・ホット・ワン（先端の火種によって温める煙草で、葉を燃やさず、副流煙が一切出ない）
- CORE（先端の火種によって温める煙草で、葉を燃やさず、副流煙が一切出ない）

### 海外
- REVO（先端の火種によって温める煙草で、葉を燃やさず、副流煙が一切出ない）
- eclipse（先端の火種によって温める煙草で、葉を燃やさず、副流煙が一切出ない）